# Campagne de Bornéo (1945)
Pour l’article homonyme, voir Bataille de Bornéo (1941-1942).
Seconde Guerre mondiale
Batailles
Campagne de Bornéo (1945)
- Tarakan
- Bornéo du Nord
- Labuan
- Balikpapan

Japon :
- Raid de Doolittle
- Bombardements stratégiques sur le Japon (Tokyo
- Yokosuka
- Kure
- Hiroshima et Nagasaki)
- Raids aériens japonais des îles Mariannes
- Campagne des archipels Ogasawara et Ryūkyū
- Opération Famine
- Bombardements navals alliés sur le Japon
- Baie de Sagami
- Invasion de Sakhaline
- Invasion des îles Kouriles
- Opération Downfall
- Reddition du Japon

Pacifique central :
- Pearl Harbor
- Guam (1941)
- Wake
- Raid sur les îles Gilbert et Marshall
- Opération K
- Midway
- Opération RY
- Campagne des îles Gilbert et Marshall
- Campagne des îles Mariannes et Palaos
- Campagne des archipels Ogasawara et Ryūkyū
- Opération Inmate

Pacifique du sud-ouest :
- Nauru
- Invasion des Philippines (1941-42)
- Invasion des Indes orientales néerlandaises
- Opérations de l'Axe dans les eaux australiennes
- Raids aériens japonais sur l'Australie (1942-43)
- Opération Ke
- Campagne des îles Salomon
- Campagne de Nouvelle-Guinée
- Campagne des Philippines
- Campagne de Bornéo (1945)

Asie du sud-est :
- Invasion de l'Indochine (1940)
- Océan Indien (1940-45)
- Guerre franco-thaïlandaise
- Invasion de la Thaïlande
- Campagne de Malaisie
- Hong Kong
- Singapour
- Campagne de Birmanie
- Opération Kita
- Indochine (1945)
- Détroit de Malacca
- Opération Jurist
- Opération Tiderace
- Opération Zipper
- Bombardements stratégiques (1944-45)

Guerre sino-japonaise
Front d'Europe de l’Ouest
Front d'Europe de l’Est
Bataille de l'Atlantique
Campagnes d'Afrique, du Moyen-Orient et de Méditerranée
Théâtre américain
La campagne de Bornéo en 1945 a été la dernière grande campagne alliée dans la Guerre du Pacifique, pendant la Seconde Guerre mondiale. Dans une série d'assauts amphibies entre le 1er mai et le 21 juillet, le 1er corps australien commandé par le général Leslie Morshead, attaqua les forces d'occupation nippones sur l'île de Bornéo qui avait été conquise par l'empire du Japon lors de l'invasion des Indes orientales néerlandaises en 1942.

## Déroulement des opérations
Les Australiens se trouvèrent, dans le sud et l'est de Bornéo, face aux forces armées impériales terrestres et maritimes du Japon commandées par le vice-amiral Michiaki Kamada et dans le nord-ouest face à la trente-septième armée, dirigée par le général de division Masao Baba.
Bien que la campagne ait été critiquée en Australie à l'époque et dans les années qui suivirent, considérée comme inutile et ayant coûté la vie à de nombreux soldats, elle a cependant permis d'atteindre un certain nombre d'objectifs, tels qu'une augmentation significative de l'isolement des forces japonaises des Indes orientales néerlandaises, saisissant de grandes quantités de pétrole et libérant les prisonniers de guerre alliés, qui étaient détenus dans des conditions très difficiles.
Les forces navales et aériennes alliées, avec surtout la 7e flotte américaine commandée par l'amiral Thomas Kinkaid, l'Australian First Tactical Air Force et la Thirteenth Air Force américaine ont également joué un rôle important dans la campagne.
La campagne avait été planifiée par les Alliés sous le nom de code Hautbois. Elle a débuté par l'opération Hautbois un, un atterrissage sur la petite île de Tarakan le 1er mai. Cela a été suivi le 1er juin par l'opération Hautbois Six : attaques simultanées de l'île de Labuan et des côtes de Brunei, au nord-ouest de Bornéo. Une semaine plus tard, les Australiens, prolongèrent l'opération Hautbois Six en attaquant les positions japonaises dans le nord de Bornéo. Les Alliés purent alors concentrer leurs forces lors de l'opération Hautbois Deux sur le centre de la côte est de Bornéo avec le dernier grand assaut amphibie de la Seconde Guerre mondiale, à Balikpapan le 1er juillet.